# Хуракан
Хурака́н — бог ветра майя, «тот кто швыряет вниз», чьё имя означает «одноногий». Существует предположение, что слово «ураган» произошло от имени этого божества. У Хуракана было трое богов-помощников или воплощений: Какулха-Хуракан (молния), Чипи-Какулха (вспышка молнии) и Раша-Какулха (след молнии). Наиболее распространённые его эпитеты: «сердце неба» (U K’ux Kaj), «сердце земли».
Вестником Хуракана была мифическая птица Вок.

## Упоминания о Хуракане
Хуракан — божество «могучего ветра», кичинский аналог Тескатлипоки. Согласно мифологии майя, бог, сотворивший мир. В книге «Пополь Вух» (основном источнике информации о мифологии майя) описано, как он, пролетая над ещё пустой вселенной, крикнул: «Земля!», после чего появилась твёрдая почва. Затем им с помощью остальных богов были созданы животные, а после и люди.
Первые люди, сотворённые Хураканом: Балам-Куице (ягуар с ласковой улыбкой), Балам-Агаб (ягуар ночи), Махакутах (прославленное имя) и Ики-Балам (ягуар луны) получились очень похожими на самих богов, что вызвало недовольство создателя. Поэтому вновь состоялся совет богов, решивший, что люди должны стать менее совершенным племенем. Затуманив взор четырёх созданий так, чтобы они видели лишь часть земной сферы, Хуракан погрузил их в сон. После этого он сотворил им четырёх женщин. Впоследствии от союзов первых людей и этих женщин произошёл человеческий род.